# Emmanuel Désveaux
 (juin 2025).
 (juin 2025).
 (juin 2025).
Pour les articles homonymes, voir Désveaux.
Emmanuel Désveaux, né le 19 avril 1956 à Paris, est un anthropologue français. Directeur d'études à l'École des hautes études en sciences sociales (EHESS), il est spécialiste d'anthropologie structurale américaniste et européaniste.

## Biographie

### Formation
Emmanuel Désveaux étudie la géographie et l’Histoire à l’Université Paris VIII Vincennes. Dans ce cadre, il fait un séjour chez les Wan, une société Mandingue de Côte d'Ivoire dont il analyse l’économie rurale. Cette première expérience ethnographique lui donne le goût de l’anthropologie.
Sur conseil de Claude Lévi-Strauss il s’inscrit en thèse avec Maurice Godelier et se choisit un terrain parmi les Indiens d’Amérique du Nord. Entre 1980 et 1984, il séjourne dans le Grand Nord canadien chez les Ojibwa septentrionaux, à Big Trout Lake (aujourd’hui Kitchenuhmaykoosib) et dans les communautés avoisinantes du Nord-Ouest de l’Ontario. Il soutient sa thèse de doctorat en 1984.

### Carrière
Est élu maitre de conférence en 1991 à l'EHESS où il soutient son habilitation à diriger de recherches en 1999.
Directeur scientifique du musée du quai Branly-Jacques Chirac de 2001 à 2006 et commissaire de l’exposition « Kodiak, Alaska, les masques de la collection Alphonse Pinart », (Paris, 2002).
Élu directeur d'études à l'EHESS en 2003.
Depuis 2005 enseigne au département d'anthropologie de l'université de l'Indiana à Bloomington, à l'invitation de Ray DeMallie et de Douglas Parks (adjunct professor).
Fonde en 2009 avec Michel de Fornel le LIAScentre de linguistique anthropologique et sociolinguistique au sein de l'Institut Marcel Mauss (EHESS/CNRS, UMR 8178).
De 2013 à 2017, il est directeur des Éditions de l'EHESS.
Responsable du programme ANR SOURVA : Aux sources de la variation culturelle (2014 à 2018).
Responsable (2019-2023) du projet ANR Nambikwara, programme scientifique visant à numériser, transcrire et analyser les carnets de terrain de Claude Lévi-Strauss.

## Travaux

### Extensions de la logique transformationnelle
La pensée d’Emmanuel Désveaux est largement influencée par le structuralisme lévi-straussien et plus précisément par la tétralogie des Mythologiques qui servira de fondement théorique à ses travaux.
Cet intérêt profond pour le structuralisme, d’abord théorique, se cristallise dans son expérience de terrain. Alors qu’il ambitionne, influencé par le matérialisme de Maurice Godelier, de réaliser une thèse sur les aspects économiques de la société Ojibwa alors en voie d’abandon de ses modes de vie traditionnels, c’est la constance de la tradition orale qui le fascine et fait basculer son ethnographie. Il recueille, avec surprise, une variante nouvelle du mythe du dénicheur d'oiseaux qui corrobore la théorie lévi-straussienne de la dimension transformationnelle des mythes américains.
Dans la continuité du travail de Lévi-Strauss, Emmanuel Désveaux s’attache à penser l’Amérique comme une aire culturelle unie, régie par des processus de transformations structuraux inconscients. Il propose notamment, pour faciliter l’utilisation de la célèbre formule canonique des mythes, d’utiliser la structure quadratique inspirée des groupes de Klein.
Il a étendu la logique transformationnelle à d’autres champs que ceux des mythes (culture matérielle, terminologie de parenté, organisation sociale), mais également au-delà des seules frontières de l’Amérique. Ainsi, même si cette dernière est pour lui le continent logique par excellence, ses recherches tentent de révéler, dans d’autres aires culturelles, les transformations structurelles à l'œuvre.
Emmanuel Désveaux s’intéresse aux attendus épistémologiques du structuralisme lévi-straussien (en particulier aux quadrants, groupe de Klein et formule canonique des mythique) comme à la parenté. Il se livre ainsi à une critique des fondements de ce que ce qu’on appelle la « raison parentaire ». Son livre Quadratura americana, Essai d’anthropologie lévi-straussienne, publié en 2001, rend compte de cet ensemble de réflexions. Emmanuel Désveaux s’est attaché à poursuivre la démonstration en ce qui concerne les langues, dans l'optique de renouveler la question des classifications linguistiques en Amérique.
Depuis 2010 il conduit en parallèle une vaste enquête sur l'architecture vernaculaire des hautes vallées alpines pour évaluer la pertinence de la transformationnalité lévi-straussienne en dehors de l'Amérique.
Emmanuel Désveaux poursuit critique d'ordre épistémologique de l'œuvre lévi-straussienne. En 2016, il édite deux conférences inédites de Claude Lévi-Strauss sous le titre De Montaigne à Montaigne Éditions EHESS , et en rédige la présentation. Il y met en évidence l'arrière plan diffusionniste des premiers travaux proprement anthropologiques de Lévi-Strauss, ainsi qu'un certain fond naturaliste de sa pensée. 
Dans le sillage de ce travail critique de l'oeuvre de Claude Lévi-Strauss, Emmanuel Désveaux a dirigé un programme collectif financé par l'Agence nationale de recherche (ANR) intitulé "Nambikwara". Ce projet, qui a fait collaborer étroitement l'Ecole des hautes études en sciences sociales (EHESS), la Bibliothèque nationale de France (BnF) et l'institut des textes et des manuscrits modernes (ITEM/ENS), avait pour principal objectif l'analyse des carnets de terrains de Claude et Dina Lévi-Strauss lors de leurs deux expéditions brésiliennes (1935-1939). Ce travail collectif a donné lieu à la publication d'un ouvrage intitulé Aux sources de Tristes tropiques, publié aux éditions de l'EHESS.

### Réflexions sur la contemporanéité
Depuis le début des années 2010, il travaille en outre sur des sujets "sensibles" de notre modernité comme la procréation médicalement assistée ou encore la pornographie. Son positionnement critique vis-à-vis des études de genre est développé une première fois dans Avant le genre. Triptyque d’Anthropologie hardcore suscitant des polémiques. Ces réflexions se poursuivent dans Sexualités, Sociétés, Nativités, où les pratiques sexuelles contemporaines sont mises en regard avec les nouveaux régimes de la procréation (PMA, GPA),.

## Principales publications
- Sous le signe de l'ours : mythes et temporalité chez les Ojibwa septentrionaux, Paris, Éditions de la Maison des Sciences de l'homme, 1988, 320 pages.  (ISBN 978-2-73510256-3)[22]
- Quadratura Americana: essai d'anthropologie lévi-straussienne, Genève, Georg, « Ethnos », 2001, 648 pages.  (ISBN 2-8257-0744-9)[10]
- (dir.), Kodiak, Alaska : les masques de la collection Alphonse Pinart, catalogue de l'exposition, Paris, Musée national des arts d'Afrique et d'Océanie, 6 novembre 2002-20 janvier 2003, Paris, A. Biro, Musée du Quai Branly, 2002.  (ISBN 2-87660-363-2)
- Spectres de l'anthropologie : suite nord-américaine, Montreuil, Aux lieux d'être éditions, « Sciences contemporaines », 2007, 336 pages.  (ISBN 978-2-916063-15-7)[23]
- Au-delà du structuralisme : six méditations sur Claude Lévi-Strauss, Bruxelles, Éditions Complexe, 2008, 160 pages.  (ISBN 978-2-8048-0154-0)[24]
- Faire des Sciences Sociales, Généraliser, sous la direction de Emmanuel Désveaux et de Michel de Fornel, Paris, Éditions de l'École des hautes études en sciences sociales, 2012.  (ISBN 978-2-7132-2363-1)[25]
- Avant le genre : Triptyque d'anthropologie hardcore, Paris, Éditions de L'EHESS, 2013, 292 pages.  (ISBN 978-2-7132-2374-7)
- La parole et la substance : Anthropologie comparée de l'Amérique et de l'Europe, Paris, Les Indes savantes, 2017, 340 pages.  (ISBN 978-2-84654-473-3)
- Sexualités, sociétés, nativités. Une enquête anthropologique, Ceyzérieu, Champ Vallon, 2022, 408 pages.  (ISBN 979-10-267-1080-6)[20],[21]